# Sporting Étoile Club de Bastia 1965-1966
Questa voce raccoglie le informazioni riguardanti lo Sporting Étoile Club de Bastia nelle competizioni ufficiali della stagione 1965-1966.

## Maglie e sponsor
La divisa per le gare interne è interamente blu, con la maglia ornata da bordi e colletto bianco; nel corso della stagione se ne sono affiancate altre tra cui una coi calzoncini bianchi e un'altra ornata da una striscia bianca orizzontale. Nelle gare esterne è stata utilizzata una divisa con maglia bianca ornata ai lati da strisce blu.
| Manica sinistra · Manica sinistra · Maglietta · Maglietta · Manica destra · Manica destra · Pantaloncini · Calzettoni | Manica sinistra · Manica sinistra · Maglietta · Maglietta · Manica destra · Manica destra · Pantaloncini · Calzettoni | Manica sinistra · Maglietta · Maglietta · Manica destra · Pantaloncini · Calzettoni | Manica sinistra · Maglietta · Maglietta · Manica destra · Pantaloncini · Calzettoni |  |

## Rosa
Fonte:
| N. |                    | Ruolo | Calciatore         |
| -- | ------------------ | ----- | ------------------ |
|    | Francia (bandiera) | P     | Paul Orsatti       |
|    | Francia (bandiera) | P     | Simon Skypczak     |
|    | Francia (bandiera) | D     | Alain Cornu        |
|    | Italia (bandiera)  | D     | Paolo Farina       |
|    | Francia (bandiera) | D     | Jean Franceschetti |
|    | Francia (bandiera) | D     | François Gandolfi  |
|    | Francia (bandiera) | D     | Jean-Louis Lagadec |
|    | Francia (bandiera) | D     | Jean-Marc Vincenti |
|    | Francia (bandiera) | C     | André Baccarelli   |
|    | Francia (bandiera) | C     | Jean Camadini      |
|    | Francia (bandiera) | C     | Pasquin Cristofari |
|    | Francia (bandiera) | C     | René Ferrier       |

| N. |                    | Ruolo | Calciatore            |
| -- | ------------------ | ----- | --------------------- |
|    | Francia (bandiera) | C     | Jean-Claude Perfetti  |
|    | Francia (bandiera) | C     | André Strappe         |
|    | Algeria (bandiera) | A     | Sadek Boukhalfa       |
|    | Marocco (bandiera) | A     | Brahim Zahar          |
|    | Francia (bandiera) | A     | Gérard Moresco        |
|    | Francia (bandiera) | A     | Francis Muraccioli    |
|    | Francia (bandiera) | A     | Jean-Jacques Padovani |
|    | Francia (bandiera) | A     | Étienne Sansonetti    |
|    | Francia (bandiera) | A     | Marius Vescovali      |
|    | Francia (bandiera) | A     | Joseph Viacara        |
|    | Francia (bandiera) | A     | Jean-Claude Vittori   |

## Risultati

### Division 2

#### Play-off
| Arbitro: | Steiner |

|                              |           |  |
| Sansonetti 29’ Boukhalfa 88’ | Marcatori |  |

| Arbitro: | Machin |

|                                    |           |                              |
| Marcellin 6’ Canetti 39’ Gomez 61’ | Marcatori | 14’ Sansonetti 53’ Vescovali |

| Arbitro: | Tricot |

|                                   |           |  |
| Sansonetti 46’, 59’ Boukhalfa 89’ | Marcatori |  |

| Arbitro: | Kitabdjian |

|               |           |  |
| Stakowiak 86’ | Marcatori |  |

### Coppa di Francia
| Arbitro: | Caryte |

|                              |           |  |
| Sansonetti 56’ Boukhalfa 78’ | Marcatori |  |

| Arbitro: | Lacoste |

|                                   |           |                     |
| Sansonetti 49’, 89’ Boukhalfa 80’ | Marcatori | 1’ Barta 67’ Massip |

| Arbitro: | Dhumerelle |

|             |           |  |
| Moresco 70’ | Marcatori |  |

## Statistiche

### Statistiche dei giocatori
| Giocatore        | Division 2 | Division 2 | Coppa di Francia | Coppa di Francia | Totale   | Totale |
| Giocatore        | Presenze   | Reti       | Presenze         | Reti             | Presenze | Reti   |
| ---------------- | ---------- | ---------- | ---------------- | ---------------- | -------- | ------ |
| A. Baccarelli    | 16+3       | 0          | 2                | 0                | 21       | 0      |
| S. Boukhalfa     | 36+4       | 18+2       | 2                | 2                | 42       | 22     |
| Z. Brahim        | 3          | 0          | 0                | 0                | 3        | 0      |
| J. Camadini      | 16         | 2          | 2                | 0                | 18       | 2      |
| A. Cornu         | 27+4       | 0          | 1                | 0                | 32       | 0      |
| P. Cristofari    | 3          | 0          | 0                | 0                | 3        | 0      |
| P. Farina        | 35+4       | 1          | 2                | 0                | 41       | 1      |
| R. Ferrier       | 36+4       | 6          | 2                | 0                | 42       | 6      |
| J. Franceschetti | 7          | 0          | 0                | 0                | 7        | 0      |
| F. Gandolfi      | 35+4       | 0          | 2                | 0                | 41       | 0      |
| J.L. Lagadec     | 26         | 0          | 2                | 0                | 28       | 0      |
| G. Moresco       | 4          | 0          | 0                | 0                | 4        | 0      |
| F. Muraccioli    | 1          | 0          | 0                | 0                | 1        | 0      |
| P. Orsatti       | 28+4       | -?         | 2                | -?               | 34       | -?     |
| J.J. Padovani    | 11+4       | 4          | 0                | 0                | 15       | 4      |
| J.C. Perfetti    | 5          | 1          | 1                | 0                | 6        | 1      |
| É. Sansonetti    | 30+4       | 12+4       | 2                | 2                | 36       | 18     |
| S. Skypczak      | 8          | -?         | 0                | 0                | 8        | 0+     |
| A. Strappe       | 3          | 0          | 0                | 0                | 3        | 0      |
| M. Vescovali     | 30+4       | 10+1       | 2                | 0                | 36       | 11     |
| J. Viacara       | 5+1        | 0          | 0                | 0                | 6        | 0      |
| J.M. Vincenti    | 32+4       | 4          | 2                | 0                | 38       | 4      |
| J.C. Vittori     | 1          | 0          | 0                | 0                | 1        | 0      |